# NWA United States Tag Team Championship (Mid-America Version)
L'NWA United States Tag Team Championship (Mid-America version) è stato un titolo della divisione tag team della federazione NWA Mid-America, territorio della National Wrestling Alliance (NWA).
Il titolo fu attivo dal 1962 al 1976.

## Storia
I territori della National Wrestling Alliance erano tenuti a riconoscere un solo campione mondiale dei pesi massimi, ma la NWA consentiva ad ognuno di essi di stabilire i propri titoli. In seguito alla nascita delle numerose versioni del NWA World Tag Team Championship, alcune federazioni iniziarono ad introdurre dei titoli secondari per la categoria tag team, promuovendoli spesso come American Tag Team Championship o come National Tag Team Championship.
La NWA Mid-America iniziò a promuovere la sua versione del NWA United States Tag Team Championship nel 1962, quando assegnò il titoli ai campioni inaugurali Yoshinosato e Taro Sakuro, come riconoscimento secondario dopo la sua versione del NWA World Tag Team Championship. All'interno del territorio la categoria tag team aveva una popolarità tale che la federazione introdusse in seguito anche un terzo titolo, iniziando a promuovere anche il NWA Mid-America Tag Team Championship.
Nel corso degli anni '70 il titolo e la federazione persero popolarità, fino alla chiusura di quest'ultima nel 1976.

## Albo d'oro
| Legenda  |                                                                               |
| -------- | ----------------------------------------------------------------------------- |
| #        | Indica il numero del regno titolato                                           |
| Regno    | Viene indicato il numero del regno del campione                               |
| Data     | La data in cui il titolo è stato vinto                                        |
| Località | Indica il luogo in cui il titolo è stato vinto                                |
| Note     | Indica notizie particolari riguardanti i cambi di titolo o altre informazioni |

| #                                 | Campione                           | Regno | Data              | Giorni | Località               | Evento     | Note                                                                    | Fonti |
| --------------------------------- | ---------------------------------- | ----- | ----------------- | ------ | ---------------------- | ---------- | ----------------------------------------------------------------------- | ----- |
| 1                                 | Taro Sakuro e Yoshinosato          | 1     | 6 marzo 1962      | 84     | --                     | --         | Il titolo fu assegnato a Sakuro e Yoshinosato.                          |       |
| 2                                 | Danny Hodge e Lester Welch         | 1     | 29 maggio 1962    | 32     | Nashville, Tennessee   | House show |                                                                         |       |
| 3                                 | Bad Boy Hines e Billy Boy Hines    | 1     | 30 giugno 1962    | --     | Chattanooga, Tennessee | House show |                                                                         |       |
| Storia del titolo non documentata |                                    |       |                   |        |                        |            |                                                                         |       |
| 4                                 | Les Thatcher e Roger Kirby         | 1     | 1967              | --     | --                     | House show |                                                                         |       |
| Storia del titolo non documentata |                                    |       |                   |        |                        |            |                                                                         |       |
| 5                                 | Bearcat Brown e Les Thatcher (2)   | 1     | 1969              | --     | Nashville, Tennessee   | House show | In un torneo con in palio il titolo.                                    |       |
| Storia del titolo non documentata |                                    |       |                   |        |                        |            |                                                                         |       |
| 6                                 | Mighty Yankee 1 e Mighty Yankee 2  | 1     | 1969              | --     | --                     | House show |                                                                         |       |
| 7                                 | Dennis Hall e Les Thatcher (3)     | 1     | 1969              | --     | Chattanooga, Tennessee | House show |                                                                         |       |
| 8                                 | Mighty Yankee 1 e Mighty Yankee 2  | 2     | 1969              | --     | --                     | House show |                                                                         |       |
| Storia del titolo non documentata |                                    |       |                   |        |                        |            |                                                                         |       |
| 9                                 | Intern #1 e Intern #2              | 1     | aprile 1970       | --     | --                     | House show |                                                                         |       |
| 10                                | Bobby Hart e Lorenzo Parente       | 1     | 2 maggio 1970     | 16     | Chattanooga, Tennessee | House show |                                                                         |       |
| 11                                | Intern #1 e Intern #2              | 2     | 18 maggio 1970    | --     | --                     | House show |                                                                         |       |
| Storia del titolo non documentata |                                    |       |                   |        |                        |            |                                                                         |       |
| 12                                | Frank Morrell e Ron Wright         | 1     | agosto 1970       | --     | --                     | --         |                                                                         |       |
| 13                                | Al Greene e Frank Martinez         | 1     | 26 agosto 1970    | 14     | Nashville, Tennessee   | House show | Greene sconfisse Morrell in un incontro singolo con il titolo in palio. |       |
| 14                                | Johnny Walker e Oni Maiva          | 1     | 9 settembre 1970  | 14     | Nashville, Tennessee   | House show |                                                                         |       |
| 15                                | Bobby Hart e Lorenzo Parente       | 2     | 23 settembre 1970 | --     | Nashville, Tennessee   | House show |                                                                         |       |
| Storia del titolo non documentata |                                    |       |                   |        |                        |            |                                                                         |       |
| 16                                | Dennis Hall (2) e Mighty Atlas     | 1     | novembre 1970     | --     | --                     | House show |                                                                         |       |
| 17                                | Big Bad John e Pepe Lopez          | 1     | 17 novembre 1970  | 71     | --                     | House show |                                                                         |       |
| 18                                | Bearcat Brown (2) e Len Rossi      | 1     | 27 gennaio 1971   | --     | Nashville, Tennessee   | House show |                                                                         |       |
| Storia del titolo non documentata |                                    |       |                   |        |                        |            |                                                                         |       |
| 19                                | Dutch Mantel e John Foley          | 1     | 28 febbraio 1975  | --     | --                     | House show |                                                                         |       |
| 20                                | Les Thatcher (4) e Nelson Royal    | 1     | 28 marzo 1975     | --     | --                     | House show |                                                                         |       |
| Storia del titolo non documentata |                                    |       |                   |        |                        |            |                                                                         |       |
| 21                                | Don Bass e Ron Bass                | 1     | 5 maggio 1975     | --     | --                     | House show |                                                                         |       |
| Storia del titolo non documentata |                                    |       |                   |        |                        |            |                                                                         |       |
| 22                                | Randy Tyler e Rocket Monroe        | 1     | maggio 1975       | --     | --                     | House show |                                                                         |       |
| 23                                | George Gulas e Jackie Fargo        | 1     | 17 maggio 1975    | 9      | Chattanooga, Tennessee | House show |                                                                         |       |
| 24                                | Karl Von Steiger e Otto Von Heller | 1     | 26 maggio 1975    | --     | Nashville, Tennessee   | House show |                                                                         |       |
| 25                                | Tojo Yamamoto e Tommy Rich         | 1     | 16 agosto 1975    | --     | Chattanooga, Tennessee | House show |                                                                         |       |
| 26                                | Dennis Condrey e Phil Hickerson    | 1     | settembre 1975    | --     | --                     | House show |                                                                         |       |
| 27                                | Robert Fuller e Ron Fuller         | 1     | 9 settembre 1975  | 27     | Memphis, Tennessee     | House show |                                                                         |       |
| 28                                | Dennis Condrey e Phil Hickerson    | 2     | 6 ottobre 1975    | 21     | --                     | House show |                                                                         |       |
| 29                                | Don Carson e Jackie Fargo (2)      | 1     | 27 ottobre 1975   | 18     | Birmingham, Alabama    | House show |                                                                         |       |
| 30                                | Dennis Condrey e Phil Hickerson    | 3     | 14 novembre 1975  | 5      | --                     | House show |                                                                         |       |
| 31                                | Jackie Fargo (3) e Jerry Lawler    | 1     | 19 novembre 1975  | --     | --                     | House show |                                                                         |       |
| 32                                | Dennis Condrey e Phil Hickerson    | 4     | dicembre 1975     | --     | --                     | House show |                                                                         |       |
| Storia del titolo non documentata |                                    |       |                   |        |                        |            |                                                                         |       |
| 33                                | Afa e Sika                         | 1     | 10 gennaio 1976   | 98     | --                     | House show |                                                                         |       |
| 34                                | Dennis Condrey e Phil Hickerson    | 5     | 17 aprile 1976    | --     | --                     | House show |                                                                         |       |
| —                                 | Disattivato                        | —     | 1976              | —      | —                      | —          | Disattivato con la chiusura della federazione.                          |       |